# Josh Richardson
Joshua Michael Richardson (* 15. September 1993 in Edmond, Oklahoma) ist ein US-amerikanischer Basketballspieler. Er spielte als Student für die Tennessee Volunteers und wurde als Senior im Jahr 2015 in das All-Conference First Team der Southeastern Conference (SEC) berufen. Im NBA-Draft 2015 wurde er von den Miami Heat in der zweiten Runde ausgewählt.

## High School und College
Nachdem Josh Richarson die Santa Fe High School in Edmond besucht hatte, entschied er sich für die Volunteers der University of Tennessee zu spielen. Er spielte vier Jahre am College. Danach meldete sich Richardson zur NBA-Draft 2015 an. In 136 Spielen für Tennessee sammelte er durchschnittlich 9,2 Punkte, 3,2 Rebounds, 1,8 Assists und 1,1 Steals je Begegnung. Seinen Abschluss in Psychologie erlangte er im Mai 2015.

## NBA-Karriere
Im NBA-Draftverfahren 2015 am 25. Juni 2015 wurde Richardson an 40. Stelle von den Miami Heat ausgewählt. Nach guten Leistungen in der NBA Summer League, in der er 12 Punkte pro Spiel erzielte, unterschrieb er bei den Heat seinen ersten Vertrag in der NBA. Am 5. November 2015 debütierte er im Spiel gegen die Minnesota Timberwolves. Bereits eine Woche später stand er im Spiel gegen die Utah Jazz anstelle des verletzten Dwyane Wade in der Anfangsaufstellung. In 20 Minuten erzielte er 8 Punkte und 3 Rebounds.
Richardson spielte in seiner ersten Saison 2015/16 auch für das Farmteam der Heat, den Sioux Falls Skyforce. Am 11. März 2016 erzielte er mit 22 Punkten gegen die Chicago Bulls einen neuen NBA-Karriere-Bestwert. Durch seine guten Leistungen im März wurde er mit dem Eastern Conference Rookie of the Month-Preis gekürt.
Am 18. September 2017 unterschrieb Richardson einen neuen Vertrag bei den Heat. Dieser sicherte ihm in den folgenden drei Jahren 42 Millionen Dollar (36,7 Millionen Euro). Am 7. Februar 2018 erzielte er gegen die Houston Rockets 30 Punkte. Diesen Wert konnte er in der darauffolgenden Saison 2018/19 im Spiel gegen die Sacramento Kings mit 31 übertreffen. Am 10. Februar 2019 schraubte er seinen NBA-Karriere-Bestwert in Punkten bei der knappen 118:120-Niederlage gegen die Golden State Warriors auf 37 Punkte hoch.
Am 6. Juli 2019 wechselte Richardson im Rahmen eines Tauschgeschäfts zu den Philadelphia 76ers. Im Gegenzug sicherten sich die Heat All-Star Jimmy Butler. Richardson war in den Folgejahren abermals Gegenstand von solchen Geschäften, kam im November 2020 zu den Dallas Mavericks, Ende Juli 2021 zu den Boston Celtics, im Februar 2022 zu den San Antonio Spurs sowie im Februar 2023 zu den New Orleans Pelicans.
Die Miami Heat gaben Anfang Juli 2023 Richardsons Verpflichtung bekannt. Anfang Februar 2025 wurde er an die Utah Jazz abgegeben, die ihn jedoch aus dem Aufgebot strichen, ohne dass Richardson zuvor einen Einsatz für die Mannschaft bestritten hatte.

## Karriere-Statistiken

### NBA

#### Hauptrunde
| Saison  | Team                      | GP  | GS  | MPG  | FG % | 3P % | FT % | RPG | APG | SPG | BPG | PPG  |
| ------- | ------------------------- | --- | --- | ---- | ---- | ---- | ---- | --- | --- | --- | --- | ---- |
| 2015–16 | Miami                     | 52  | 2   | 21.3 | .452 | .461 | .667 | 2.1 | 1.4 | 0.7 | 0.5 | 6.6  |
| 2016–17 | Miami                     | 53  | 34  | 30.5 | .394 | .330 | .779 | 3.2 | 2.6 | 1.1 | 0.7 | 10.2 |
| 2017–18 | Miami                     | 81  | 81  | 33.2 | .451 | .378 | .845 | 3.5 | 2.9 | 1.5 | 0.9 | 12.9 |
| 2018–19 | Miami                     | 73  | 73  | 34.8 | .412 | .357 | .861 | 3.6 | 4.1 | 1.1 | 0.5 | 16.6 |
| 2019–20 | Philadelphia              | 55  | 53  | 30.8 | .430 | .341 | .809 | 3.2 | 2.9 | 0.9 | 0.7 | 13.7 |
| 2020–21 | Dallas                    | 59  | 56  | 30.3 | .427 | .330 | .917 | 3.3 | 2.6 | 1.0 | 0.4 | 12.1 |
| 2021–22 | Boston / San Antonio      | 65  | 7   | 24.6 | .438 | .415 | .889 | 2.8 | 1.8 | 0.9 | 0.4 | 10.2 |
| 2022–23 | San Antonio / New Orleans | 65  | 10  | 23.5 | .431 | .365 | .852 | 2.7 | 2.7 | 1.1 | 0.3 | 10.1 |
| 2023–24 | Miami                     | 43  | 6   | 25.7 | .444 | .347 | .944 | 2.8 | 2.4 | 0.6 | 0.3 | 9.9  |
| Gesamt  | Gesamt                    | 546 | 322 | 28.7 | .429 | .364 | .846 | 3.1 | 2.7 | 1.0 | 0.5 | 11.6 |

#### Playoffs
| Saison  | Team         | GP | GS | MPG  | FG % | 3P % | FT %  | RPG | APG | SPG | BPG | PPG  |
| ------- | ------------ | -- | -- | ---- | ---- | ---- | ----- | --- | --- | --- | --- | ---- |
| 2015–16 | Miami        | 14 | 0  | 27.6 | .371 | .370 | .714  | 3.6 | 1.6 | 0.4 | 0.9 | 6.6  |
| 2017–18 | Miami        | 5  | 5  | 26.0 | .375 | .316 | .857  | 3.0 | 2.8 | 2.2 | 1.0 | 8.4  |
| 2019–20 | Philadelphia | 4  | 4  | 36.0 | .357 | .357 | .944  | 3.8 | 3.3 | 0.5 | 0.5 | 16.8 |
| 2020–21 | Dallas       | 7  | 0  | 13.4 | .393 | .300 | 1.000 | 1.6 | 0.7 | 0.3 | 0.0 | 4.9  |
| Gesamt  | Gesamt       | 30 | 9  | 25.2 | .371 | .350 | .875  | 3.0 | 1.8 | 0.7 | 0.7 | 7.9  |